# Musuhi
Musuhi (em japonês, むすひ), é uma ideia do xintoísmo. É um poder espiritual que cria, desenvolve e completa o céu, a terra e todos os seres vivos.

## Etimologia
"Musu (むす)" significa algo que surge naturalmente, originalmente é um verbo que significa vir a ser (生す), bem como dar a luz (産す). Tem também o sentido de "vapor" (蒸す) e é associada a "respiração" (息). "Hi (ひ)", significa um poder espiritual/misterioso, abrangendo diversas palavras como sol (日) e fogo (火). Uma definição é "força vital motivando o que quer que venha a ser".
O termo eventualmente acabou se transformando em ''musubi'' (結び, "amarrar junto") e ambos se encontram intercambiáveis.

## Função
No xintoísmo, tudo é criado e desenvolvido pelo poder de "Musuhi". A cosmogonia japonesa enfatiza o processo de emergir, crescer e proliferar, e considera o ser como algo que aparece, pelos fenômenos de "ser gerado", "tornar-se" e "maturar-se". No Kojiki, musuhi é parte das divindades "Taka-mi-musuhi-no-kami" (Alta Divindade do Musuhi) e "Kami-musuhi-no-kami" (Divindade Divina do Musuhi), que junto de "Ame-no-mi-naka-nushi-no-kami" (A Divindade que é Senhor do Centro Sagrado do Céu) formam a tríade primordial no espaço cósmico "Taka-ma-no-hara" (Planície do Alto Céu). Os kami são considerados imanentes no dinamismo de todos os seres do mundo, e portanto são manifestações de musuhi.